# Савченко Віктор Григорович
Віктор Григорович Са́вченко (нар. 17 вересня 1952, с. Атамань, Генічеський район, Херсонська область) — український боксер, дворазовий призер Олімпійських ігор, доктор педагогічних наук (1997), професор (1996), директор навчально-наукового інституту Придніпровська державна академія фізичної культури і спорту Українського державного університету науки і технологій, член президії Федерації боксу України, голова Федерації боксу Дніпропетровської області, член Національного Олімпійського комітету України. Народний депутат України 2-го скликання.

## Біографія
- Батько Григорій Тимофійович (1919—1983) — робітник;
- мати Віра Омелянівна (1918—1954) — колгоспниця;
- дружина Надія Сергіївна (1951) — домогосподарка;
- дочка Олена (1974) — лікар-дерматолог.

Дніпропетровський інститут фізичної культури, тренерський факультет (1976—1980), тренер-викладач; докторська дисертація «Основи психологічної підготовки спортсменів високої кваліфікації (на матеріалі боксу)» (Український державний університет фізичного виховання і спорту).
Березень 2006 — кандидат в народні депутати України від Блоку НДП, № 225 в списку. На час виборів: ректор Дніпропетровського інституту фізичної культури і спорту, член НДП.
- 1969—1971 — токар Південного машинобудівного заводу.
- 1971—1972 — токар УМС-3 тресту «Дніпроважбудмеханізація».
- 1972—1973 — слюсар спортивної бази тресту № 17 м. Дніпропетровська.
- 1973—1982 — інструктор фізичної культури Дніпропетровського облспорткомітету.
- 03.1982-09.1997 — завідувач кафедри боксу, боротьби і важкої атлетики Дніпропетровського державного інституту фізичної культури та спорту.

Академік Української академії політичних наук (1998). Академік Української академії наук (1998).
Почесна грамота Президії ВР УРСР (1976). Почесна грамота ВР України (2005). Медаль «За трудову доблесть» (1980). Відмінник освіти України (2002). Нагрудний знак «Петро Могила» (2005, Міністерство освіти і науки України).
Почесний громадянин міста Дніпро. Звання присвоєно у 2018 році.

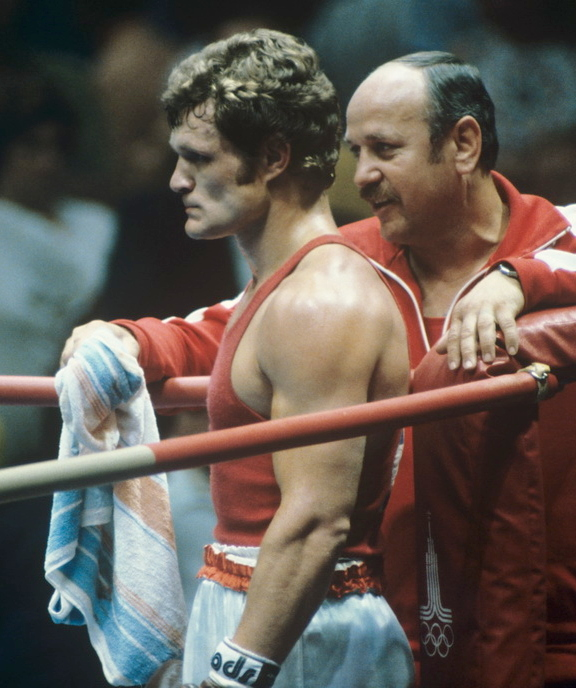
Боксер Савченко Віктор

### Спортивна кар'єра
Неодноразовий чемпіон України, чемпіон СРСР (1977, 1980), чемпіон Європи (1977), чемпіон світу (1978), срібний призер чемпіонатів Європи (1975, 1979), дворазовий призер Олімпійських ігор (1976, 1980).

#### Чемпіонат Європи 1975
(вагова категорія до 71 кг)
- В 1/8 фіналу переміг Светомира Белича (Югославія)
- У 1/4 фіналу переміг Александру Тирбоя (Румунія)
- У 1/2 фіналу переміг Міхая Рапчака (Угорщина)
- У фіналі програв Веславу Рудковському (Польща)

#### Олімпійські ігри 1976
- У 1/8 фіналу переміг П'єранжело Піра (Італія)
- У 1/4 фіналу переміг Альфредо Лемуса (Венесуела)
- У 1/2 фіналу програв Єжи Рибіцькому (Польща)

#### Чемпіонат Європи 1977
- В 1/8 фіналу переміг Василе Дідеа (Румунія)
- У 1/4 фіналу переміг Желю Стефанова (Болгарія)
- У 1/2 фіналу переміг Єжи Рибіцького (Польща)
- У фіналі переміг Маркуса Інтлекофера (ФРН)

#### Чемпіонат світу 1978
- У 1/4 фіналу переміг Ерола Келоглу (Туреччина)
- У 1/2 фіналу переміг Єжи Рибіцького (Польща)
- У фіналі переміг Луїса Мартінеса (Куба)

#### Чемпіонат Європи 1979
- В 1/8 фіналу переміг Ульфа Теркільдсена (Данія)
- У 1/4 фіналу переміг Василе Гіргаву (Румунія)
- У 1/2 фіналу переміг Маркуса Інтлекофера (ФРН)
- У фіналі програв Міодрагу Перуновичу (Югославія)

#### Олімпійські ігри 1980
(вагова категорія до 75 кг)
- У першому раунді змагань переміг Даміра Шкаро (Югославія)
- У другому раунді змагань переміг Роберта Пфітчера (Австрія)
- У 1/4 фіналу переміг Манфреда Траутена (НДР)
- У 1/2 фіналу переміг Єжи Рибіцького (Польща)
- У фіналі програв Хосе Гомесу (Куба)

Входив до складу збірної СРСР з боксу з 1975 року по 1982.
Заслужений майстер спорту СРСР (1978).

## Політика
Народний депутат України II скликання з серпня 1994 (2-й тур) до квітня 1998, Ленінський виборчій округ № 80 Дніпропетровської області, висунутий трудовим колективом. Голова підкомітету з питань фізичної культури і спорту Комітету з питань молоді, спорту і туризму. Член групи «Єдність».

## Захоплення
Спорт, тварини, мистецтво.

## Вибрані публікації

### Посібники
1. Савченко В. Г., Приходько В. В., Долбишева Н. Г. Адміністративний менеджмент : навч. посіб. Дніпропетровськ : Інновація, 2015. 176 с.
2. Савченко В. Г., Бугуйчук В. В., Шуба В. О. Основи охоронної діяльності : навч. посіб. Дніпропетровськ : Дріант, 2007. 487 с.
3. Савченко В. Г., Андрюшина Л. Л., Гусаренко М. Ю. Основи педагогічної майстерності : навч. посіб. Дніпро, 2021. 147 с.
4. Савченко В. Г. Основы психологии современного бокса : учебное пособие. Днепропетровск : Пороги, 1996. 140 с.
5. Савченко В. Г., Приходько В. В., Андрюшина Л. Л. Педагогіка вищої школи : навч. посіб. для магістрів та аспірантів. Дніпро : ПДАФКіС, 2018. 116 с.
6. Савченко В. Г. Педагогические аспекты психологической подготовки боксеров высокой квалификации . Днепропетровск : Пороги. 1996. 37 с.
7. Савченко В. Г., Долбишева Н. Г. Професійна діяльність магістра з олімпійського та професійного спорту : навч. посіб. Дніпропетровськ : вид-во Маковецький, 2011. 170 с.
8. Савченко В. Г., Андрюшина Л. Л. Психологія управління : навч. посіб. Дніпро : ПДАФКіС, 2022. 128 с.
9. Савченко В. Г., Андрюшина Л. Л. Психологія управління : навч. посіб. для магістрів. Дніпро : ПДАФКіС, 2012. 116 с.
10. Савченко В. Г., Андрюшина Л. Л. Традиційні та інноваційні педагогічні технології у вищій школі : навч. посіб. Дніпро : Візіон, 2019. 83 с.
11. Савченко В. Г., Приходько В. В., Кощеев О. С. Управління проєктами у спортивно-педагогічній діяльності : навч. посіб. Дніпро : Журфонд, 2017. 327 с.
12. Современные методы исследования функционального состояния сердечно-сосудистой и дыхательной систем в физической культуре и спорте : учеб. пособ. / В. Г. Савченко и др. Днепропетровск : Инновация, 2007. 111 с.
13. Українські легкоатлети на орбіті олімпійського спорту : навч. посіб. / В. Г. Савченко та ін. Дніпропетровьк, 2003. 77 с.
14. Шамардин В. Н., Савченко В. Г. Футбол : учеб. пособ. Днепропетровск : Пороги, 1997. 238 с.

### Монографії
1. Савченко В. Г., Марченко О. В., Андрюшина Л. Л. Життєві стратегії особистості у соціальних вимірах спорту : монографія. Дніпро, 2021. 329 с.
2. Савченко В. Г. Проблемы психологии профессионального бокса : монография. Днепропетровск : Пороги, 1997. 129 с.
3. Савченко В. Г. Психология двигательной деятельности юных боксеров : монография. Днепропетровск : Пороги, 1997. 58 с.
4. Савченко В. Г., Сазонець В. І. Формування сучасних підходів до управління олімпійським спортом : монографія. Дніпро : ПДАФКіС, 2012. 112 с.

### Статті
1. Ефективність впливу програми фізичної підготовки боксерів на етапі початкової підготовки / О. Акопов, В. Савченко, Н. Москаленко та ін. Спортивний вісник Придніпров’я. 2024. № 2. С. 142–150
2. Національно-патріотичне виховання в системі спортивної підготовки боксерів / В. Савченко, Н. Долбишева, О. Каковкіна, В. Стальченко Теорія і методика фізичного виховання і спорту. 2023. № 1. С. 60–67
3. Савченко В., Приходько В., Вілянський В. Вдосконалення управління станом фізичного виховання і спорту в умовах автономії закладів вищої освіти (на прикладі створення внутрішньовузівських регламентів) Спортивний вісник Придніпров’я. 2023. № 1. С. 127–140
4. Савченко В., Акопов О., Микитчик О. Обгрунтування структури та змісту фізичної підготовки боксерів 10–11 років в умовах онлайн-тренувань. Спортивний вісник Придніпров’я. 2022. № 3 С. 189–198
5. Техніко-тактична підготовка дівчат, які займаються боксом на етапі попередньої базової підготовки / В. Савченко, Н. Долбишева, А. Черноколенко, О. Шевченко. Спортивний вісник Придніпров’я. 2022. № 1. С. 164–172